# Dreamcatcher (Bobbejaanland)
Dreamcatcher (eerder  Air Race) is een hangende achtbaan in het Belgische attractiepark Bobbejaanland en staat in het themagebied Desperado City.

## Historie

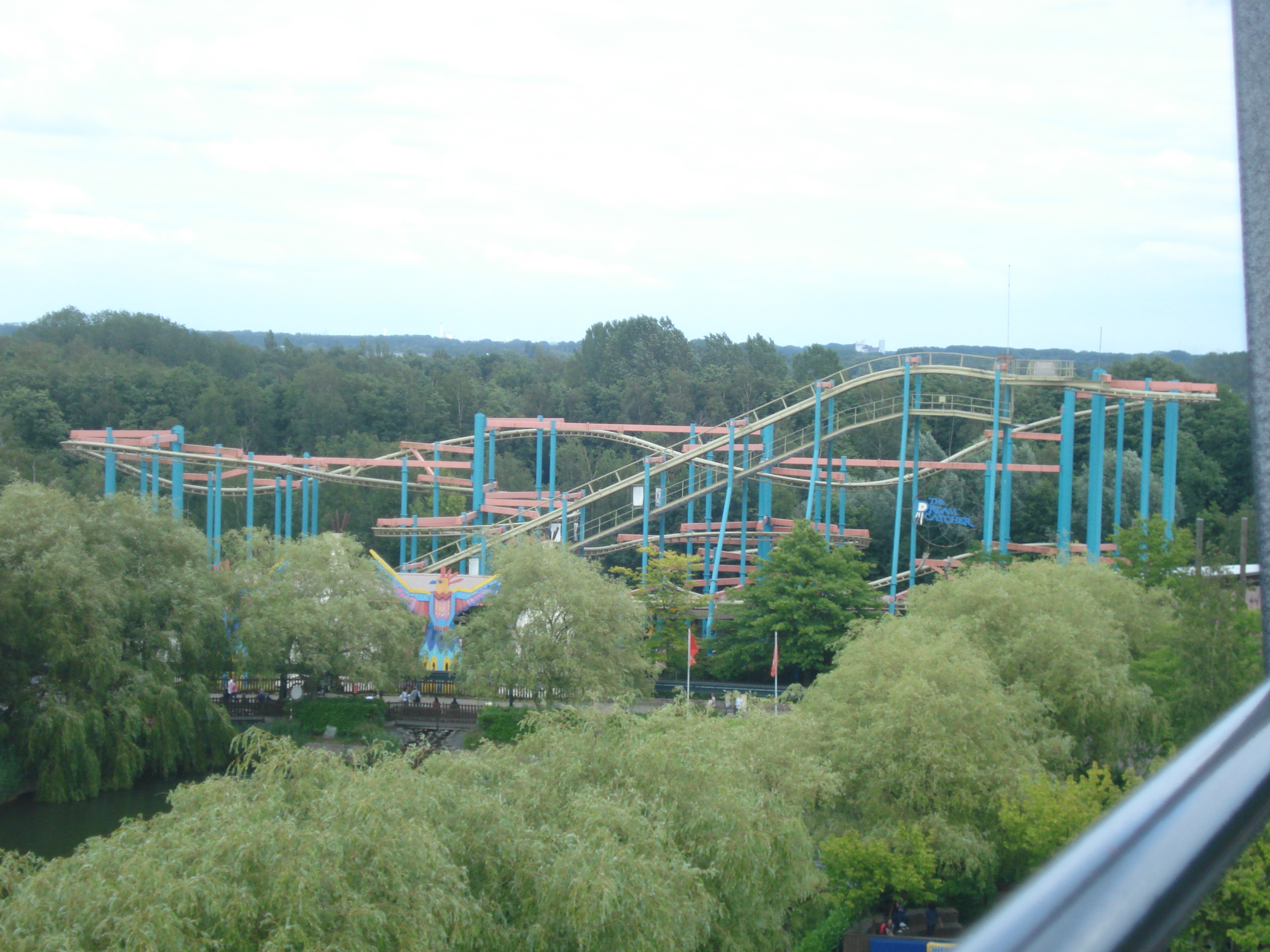
Dreamcatcher

Dreamcatcher werd in 1987 geopend onder de naam Air Race en had toen miniatuur vliegtuigjes als karretjes. Dreamcatcher is een van de enige drie hangende achtbanen gebouwd door Vekoma en bevat geen inversies.

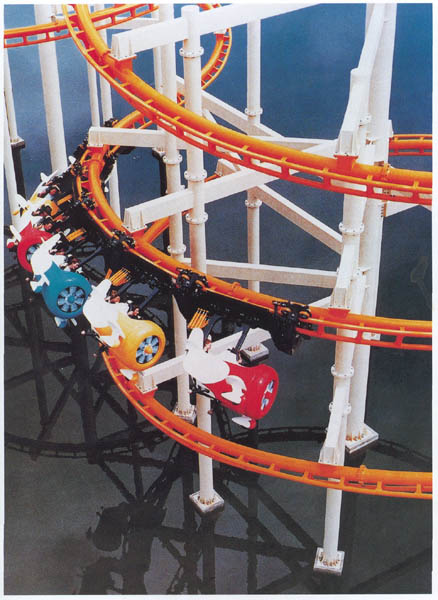
Een model van Air Race

In 2006 werden de vliegtuigtreinen vervangen door andere treinen die lijken op die van een omgekeerde achtbaan maar welke nog wel zijwaarts kunnen bewegen.
In april 2018 werd Dreamcatcher voorzien van virtual reality waarbij de inzittende zich een adelaar waant die vliegt over mysterieuze plaatsen.

## Oudste ter wereld
Dreamcatcher was de vierde hangende achtbaan ooit gebouwd sinds de moderne achtbaan werd geïntroduceerd, en de eerste in Europa. Sinds de sluiting van Big Bad Wolf in Busch Gardens Williamsburg in 2009 is Dreamcatcher de oudste nog werkende hangende achtbaan ter wereld.

## Virtual reality
In 2018 werd aan de attractie virtual reality toegevoegd, maar deze werd alweer verwijderd in seizoen 2020 wegens onder andere de COVID-19-pandemie en de vele problemen met het systeem. Bij start van seizoen 2023 werd besloten de attractie Mount Mara te sluiten waardoor sindsdien enkel The Forbidden Caves een vorm van VR gebruikt.
Afbeeldingen